# رابرت وال
رابرت وال (انگلیسی: Robert Wall؛ زادهٔ ۲۲ اوت ۱۹۳۹ – ۳۰ ژانویهٔ ۲۰۲۲) رزمی کار، ورزشکار و هنرپیشه اهل ایالات متحده آمریکا بود. از فیلم‌ها یا برنامه‌های تلویزیونی که وی در آن نقش داشت، می‌توان به اژدها وارد می‌شود، راه اژدها، بازی مرگ اشاره کرد.